# Haberthur Racing
Haberthur Racing, plus connue sous le nom de Elf Haberthur Racing, anciennement Chicco d'Oro est une écurie de sport automobile suisse.

## Historique
Les locaux de l'équipe sont basés à Saint-Sulpice dans le canton de Vaud en Suisse.
En 1994, l'écurie alors dénommée Chicco d'Oro, du nom de son partenaire, est engagé en championnat BPR. L'année suivante, lors des 24 Heures du Mans, la voiture de l'écurie sort de la piste et abandonne. En 1996, l'équipe connaît un nouvel abandon aux 24 Heures du Mans, à cause d'une casse de la boîte de vitesses.
En 1997, lors des 24 Heures du Mans, l'écurie engage une Porsche 911 GT2 (993) et remporte la catégorie GT2 (neuvième au classement général). En parallèle, l'équipe dispute le championnat FIA GT.
L'année suivante, Elf Haberthur Racing est invité d'office pour participer aux 24 Heures du Mans grâce à sa victoire acquise l'année précédente. L'écurie amène deux Porsche 911 GT2 pour les pré-qualifications. Le modèle le plus récent est confié à Jean-Luc Maury-Laribière, Eric Graham et Hervé Poulain ; le second châssis, vainqueur en 1997 est piloté par David Smadja, Jean-Claude Lagniez et Michel Neugarten. Ce dernier parvient à qualifier la voiture pour la course. Pour Olivier Haberthur, dirigeant avec son frère Christian, aller chercher la victoire semble difficile cette année, compte tenu de la qualité des pilotes et des voitures engagés, notamment les Chrysler Viper GTS-R : « La qualification de notre deuxième voiture constitue une bonne surprise. Parce que le niveau général est en hausse et qu'on trouve de plus en plus de teams pointus. Seulement, dans une épreuve de ce type, tout peut arriver. On sait ce que c'est »,. 
Pour cette course, Hervé Poulain charge Georges Wolinski de réalisée la livrée de la Porsche no 68,.
Lors des essais libres, selon Christian Haberthur, les deux Porsche rencontrent des ennuis de boîte de vitesses : « Mercredi, lors de la première séance d'essais officiels, nous avons connu des problèmes avec les deux autos au niveau de la boîte à vitesses. Cela nous a surpris parce que les pièces qui les composaient étaient neuves. Bon, nous avons tout changé. Il faudra voir. Et puis rebelote hier avec les problèmes, cette fois au niveau de la circulation d'essence de la soixante-sept ». Finalement, la no 67 obtient le huitième temps de la catégorie GT2, quant à la no 68 elle se qualifie en dernière position.